# Вулиця Мідна (Львів)
Вулиця Мідна — вулиця у Шевченківському районі міста Львова, місцевість Збоїща. Пролягає від вулиці Богдана Хмельницького углиб забудови до гаражного комплексу, завершується глухим кутом.

## Історія та забудова
Вулиця виникла у складі селища Збоїща, у 1952 році зафіксовано її назву Цвинтарна, через селищний цвинтар, що розташовувався поруч. У 1962 році вулиця отримала сучасну назву.
До вулиці приписано лише кілька будинків. З непарного боку розташовані дві приватні малоповерхові садиби, з парного — дві типові житлові багатоквартирні п'ятиповерхівки.
Наприкінці вулиці розташований старий цвинтар села Збоїща, закритий для поховання у 1980-х роках. На цвинтарі збереглися залишки воріт і муру, та дві братські могили воїнів УПА та Українських Січових Стрільців, остання має статус місцевої пам'ятки історії. Відновлена могила польських вояків, що загинули у вересні 1939 року, а на могилі вояків УПА встановлено гранітну стелу, яку увінчує хрест УПА.